# Asienmesterskabet i håndbold 2000 (mænd)
Asienmesterskabet i håndbold for mænd 2000 var det 9. asiatiske mesterskab i håndbold for mænd, og turneringen blev afviklet i Kumamoto, Japan i perioden 24. – 30. januar 2000 med deltagelse af fem hold.
Mesterskabet blev vundet af Sydkorea, som dermed sikrede sig titlen som asienmester for sjette gang – men for første gang siden 1993. Sølvmedaljerne gik til Kina, hvilket var en tangering af kinesernes indtil da bedste resultat fra 1979. Bronzemedaljerne blev vundet af værtslandet Japan. De forsvarende mestre fra Kuwait deltog ikke.
Ud over mesterskabet spillede holdene endvidere om én ledig asiatisk plads i håndboldturneringen ved de olympiske lege i Sydney i 2000. OL-pladsen gik til vinderen af mesterskabet: Sydkorea.

## Resultater
| Dato  | Tid   | Kamp              | Res.  |
| ----- | ----- | ----------------- | ----- |
| 25.1. | 17:00 | Sydkorea - Taiwan | 37-12 |
| 25.1. | 19:00 | Kina - Iran       | 34-18 |
| 26.1. | 17:00 | Sydkorea - Iran   | 38-14 |
| 26.1. | 19:00 | Japan - Taiwan    | 24-18 |
| 27.1. | 18:00 | Kina - Japan      | 24-20 |
| 28.1. | 17:00 | Taiwan - Iran     | 27-18 |
| 28.1. | 19:00 | Sydkorea - Kina   | 32-16 |
| 29.1. | 14:00 | Japan - Iran      | 33-11 |
| 30.1. | 14:00 | Sydkorea - Japan  | 22-20 |
| 30.1. | 16:00 | Taiwan - Kina     | 31-29 |

| Plac.  | Hold     | Kampe | Mål     | Point |
| ------ | -------- | ----- | ------- | ----- |
| Guld   | Sydkorea | 4     | 129-062 | 8     |
| Sølv   | Kina     | 4     | 103-101 | 4     |
| Bronze | Japan    | 4     | 097-075 | 4     |
| 4.     | Taiwan   | 4     | 088-108 | 4     |
| 5.     | Iran     | 4     | 061-132 | 0     |